# Akçakoyunlu, Şefaatli
Akçakoyunlu là một xã thuộc huyện Şefaatli, tỉnh Yozgat, Thổ Nhĩ Kỳ. Dân số thời điểm năm 2010 là 105 người.